# Gerro
Gero, nome contemporaneo della vecchia Gerro, è una frazione geografica del comune italiano di Primaluna oggi connessa al centro abitato, compresa tra le frazioni di Barcone a sud-est e Pessina a nord-ovest.

## Storia
Gero fu un antico comune del Milanese.
Da tempo collegato amministrativamente alla vicina Barcone, fu unita con questa in un unico comune nel 1757 dall'imperatrice Maria Teresa. L'esistenza del centro abitato ebbe drammaticamente fine il giorno di lunedì 15 novembre 1762, quando una frana staccatasi dal vicino Monte Acrella travolse l'abitato sterminandone tutti gli abitanti.
Nel 1786 il governo austriaco tentò di ricreare il comune, ma lo sforzo non ebbe successo. Nel 1805 il governo napoleonico gli intestò l'ex comune di Barcone, ma nel 1809 il municipio fu soppresso ed annesso per la prima volta a Primaluna. Dopo questa data, il Comune di Gero non fu mai più ricostituito.